# Polyadice
Polyadice je reakce, při které podobně jako při polymeraci a polykondenzaci vzniká polymer. Monomery mají nejčastěji dvě funkční skupiny a při reakci nastává přesmyk atomu vodíku z jednoho monomeru na druhý. Při polyadici nevzniká žádný vedlejší produkt. Reakce bývají nejčastěji stupňovité.
Typickým příkladem využití polyadice je příprava polyuretanů nebo silikonů.

## Popis reakce
Polyadice je reakce, při které reagují dva různé monomery s různými funkčními skupinami. Jeden monomer musí obsahovat proton (vodík), který se uvolňuje ze své funkční skupiny (například -OH). Tento uvolněný proton se přesune na druhý monomer a tím dojde ke spojení obou monomerů. Tento děj se neustále opakuje. Podobně jako u polykondenzace se předpokládá stejná reaktivita funkčních skupin v monomerech, v oligomerech vzniklých jejich spojením i v polymerních produktech.
Při polyadici vzniká nový typ chemické vazby, ale složení reakčního produktu je shodné se složením výchozí směsi monomerů. Rovnováha těchto reakcí je za obvyklých podmínek posunuta ke vznikajícím produktům a tak zpravidla neprobíhá zpětná reakce.

## Polyuretany

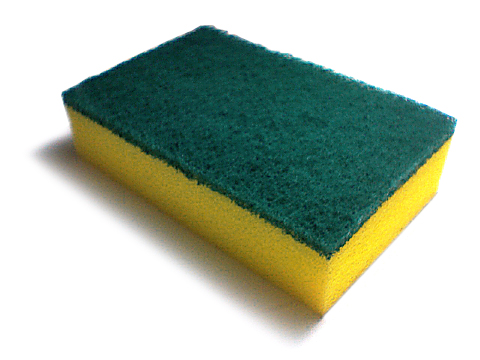
Využití polyuretanu na kuchyňskou houbičku

Polyadicí se vyrábějí látky zvané polyuretany. Tyto látky se syntetizují z hexamethylendiisokyanátu a 1,4-butadiol.
Polyuretany mají dobré izolační schopnosti nebo se vyrábějí napěněné. Používají se na výrobu umělých kůží (barex), textilních vláken nebo molitanu.

## Silikony

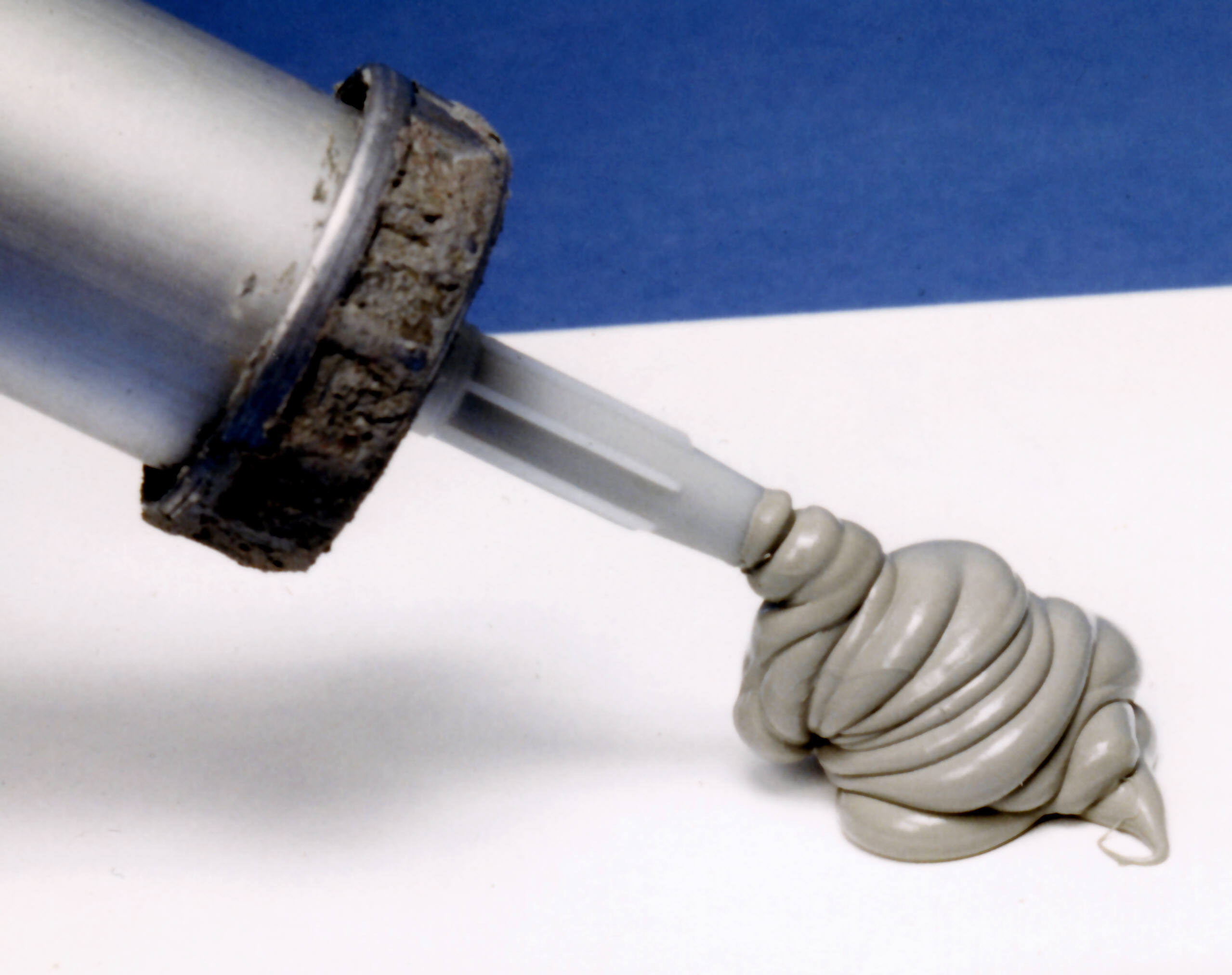
Využití silikonu jako těsnicího materiálu

Polyadicí se vyrábějí látky zvané silikony. Silikony jsou anorganicko-organické polymery, které jsou tvořeny řetězcem se střídajícími se atomy křemíku a kyslíku. Obecným vzorcem:
[R2SiO]n, kde R je organický substituent
Tato chemická skupina je velmi stabilní a může z ní být připraven prakticky nekonečný řetězec.
Mezi hlavní vlastnosti silikonů patří stálost (inertnost) v širokém rozmezí teplot. Z dalších vlastností je to nehořlavost, dobré elektroizolační vlastnosti, dlouhodobá odolnost vůči UV záření, odpudivost vody (hydrofobnost) a adheze.